# Rubén Beltrán Guerrero
Rubén Beltrán Guerrero (Ciudad de México, 25 de noviembre de 1953) fue Embajador Eminente de los Estados Unidos Mexicanos ante la República de Chile entre junio de 2016 y noviembre de 2018.
Abogado por la Universidad Iberoamericana, se ha desempeñado con diversos cargos en el Gobierno Federal de México así como en la Organización de las Naciones Unidas. Es Embajador de Carrera del Servicio Exterior Mexicano, al cual ingresó en 1981 después de egresar del Instituto Matías Romero como el primer lugar de su generación.

## Cargos en la administración pública
Ingresó a la administración pública en enero de 1975 en la Dirección General de Inversiones Extranjeras de la entonces Secretaría de Industria y Comercio. De 1976 a 1981, ocupó distintos cargos en la Secretaría de Hacienda y Crédito Público, siendo el último de ellos el de Subdirector de Asuntos Fronterizos de la Dirección General de Promoción Fiscal.
Además, de 1984 a 1987 fue director general de Invenciones, Marcas y Desarrollo Tecnológico en la entonces Secretaría de Comercio y Fomento Industrial. Asimismo, colaboró en la Secretaría de Educación Pública como director general de Asuntos Jurídicos de 1994 a 1995.

## Funcionario Internacional en el Sistema de las Naciones Unidas
En el Sistema de la Organización de las Naciones Unidas fungió de 1987 a 1991 como director para América Latina y el Caribe de la Organización Mundial de la Propiedad Intelectual con sede en Ginebra, Suiza, y de 1991 a 1997 se desempeñó como Director de Coordinación de Políticas de la Organización de las Naciones Unidas para el Desarrollo Industrial con sede en Viena, Austria.

## Cargos en la Cancillería Mexicana
En la Secretaría de Relaciones Exteriores (SRE) ha desempeñado responsabilidades en diferentes áreas tanto temáticas como geográficas. Antes de ser nombrado Embajador de México en Chile, fungió como Embajador de México ante la Federación de Rusia (2013 - 2016), ambos cargos le fueron encomendados por el presidente de México, Enrique Peña Nieto, y ratificados por el Senado de la República.  
Durante su gestión como Embajador de México ante la Federación de Rusia, Rubén Beltrán fortaleció los lazos y elevó el nivel del diálogo entre ambos países. Durante los tres años y medio que permaneció en Rusia, el embajador Beltrán realizó cerca de 70 viajes de trabajo y participó en más de 300 eventos de diversa índole, realizando una intensa labor de promoción cultural, comercial y turística de México. 
Del 1 de octubre de 2010 al 15 de marzo de 2012 fue nombrado por el presidente de la República Felipe Calderón Hinojosa como Subsecretario para América Latina y el Caribe. Previo a esto, fungió como director general para América Latina y el Caribe de 1999 a 2001; director general de Asuntos Consulares de 1997 a 1999; director general de Asuntos Jurídicos de 1992 a 1993 y de 1991 a 1992 fue nombrado secretario técnico de la Comisión Mexicana para la Cooperación con Centroamérica, con nivel de director general. 
Como subsecretario para América Latina y el Caribe promovió una activa agenda con los países de la región. Impulsó 11 visitas de Jefes de Estado y de Gobierno a México (Argentina, Belice, Colombia, Costa Rica, Chile, El Salvador, Guatemala, Perú, República Dominicana y Uruguay) y celebró 28 reuniones de trabajo con sus homólogos latinoamericanos y caribeños. Asimismo, en ese periodo el presidente Felipe Calderón Hinojosa realizó visitas de trabajo a Argentina, Colombia, Guatemala, Paraguay, Perú y Venezuela, además de participar en Cumbres presidenciales en el marco de la Alianza del Pacífico y en la Cumbre de América Latina y el Caribe sobre Integración y Desarrollo (CALC). 
Durante su gestión como Subsecretario del ramo se creó la Alianza del Pacífico, iniciativa de integración regional conformada por Chile, Colombia, México y Perú. A pocos años de su formación, la Alianza del Pacífico cuenta con 49 estados observadores y ha alcanzado logros en áreas como liberalización arancelaria, acumulación de origen, facilitación de comercio y cooperación aduanera y trabaja actualmente en el diseño de mecanismos que puedan facilitar el flujo de personas en la región, entre otros.
Como parte de la Secretaría de Relaciones Exteriores también se ha desempeñado en el exterior como Cónsul General de México en Phoenix, Arizona de febrero de 2001 a diciembre de 2003. Posteriormente, de enero de 2004 a diciembre de 2007, fue Cónsul General de México en Los Ángeles, California.
En ambos Consulados Generales promovió estudios realizados por reconocidas instituciones académicas que demuestran el impacto de la relación entre México y los Estados de Arizona y California, respectivamente, incluyendo el aporte de la migración.
En ambos Consulados Generales promovió estudios realizados por reconocidas instituciones académicas que demuestran el impacto de la relación entre México y los Estados de Arizona y California, respectivamente, incluyendo el aporte de la migración.
El documento “Economic Impact of the Mexico-Arizona Relationship” sobre el Estado de Arizona fue elaborado en el año 2003 por la Universidad Thunderbird – The American Graduate School of International Management- con fondos del Banco Wells Fargo. Por su parte, el estudio “The Economic Impact of the Mexico-California Relationship”, publicado en el año 2005 y elaborado por el Tomás Rivera Policy Institute, ilustra como la dinámica del comercio, el turismo, la inversión y la migración moldean la relación entre México y el Estado de California. El estudio fue patrocinado por Bank of America.
De enero de 2008 a septiembre de 2010 fue nombrado Cónsul General de México en Nueva York, Nueva York representación en la que instituyó la modernización de los servicios consulares mediante el desarrollo e implementación de tres estrategias enfocadas en el rediseño del proceso de emisión de documentos, la descentralización de los servicios consulares por medio de un programa de consulados sobre ruedas y la disminución en el retraso de citas para tramitar documentos. Esta estrategia ameritó que la Universidad de Columbia realizara un estudio titulado “Documentation and Analysis of Services at the Mexican Consulate of New York” en el cual se analizaron las reformas administrativas realizadas en el Consulado.
Como Cónsul en los Ángeles creó el Consejo Mesoamericano de Cónsules en Los Ángeles (COMCA) y, como Cónsul General en Nueva York, fundó la Coalición Latinoamericana de Cónsules (CLACNY).
Durante el tiempo que estuvo nombrado como Cónsul General de México se realizaron los siguientes actos consulares en las oficinas en las que estuvo al frente:
| Consulado General                | Actos Consulares (usuarios atendidos) |
| -------------------------------- | ------------------------------------- |
| Phoenix 2001-2003                | 109,382                               |
| Los Ángeles 2004-2007            | 959,407                               |
| Nueva York 2008-2010             | 591,803                               |
| Total gestión consular 2001-2010 | 1,660,592                             |

Beltrán Guerrero ha sido condecorado por los gobiernos de Guatemala y Panamá y ha recibido distinciones y reconocimientos de los gobiernos del Estado de Arizona, de la ciudad de los Ángeles, California, y de la ciudad de Nueva York, Nueva York.
El 28 de abril de 2017 recibió la distinción de Embajador Eminente.

## Publicaciones
En el año 2012 publicó en la revista  Foreign Affairs Latinoamérica, como parte de la sección “Propuestas para la próxima política exterior de México”, el artículo titulado “México, potencia emergente”.